# Ricarda Huchová

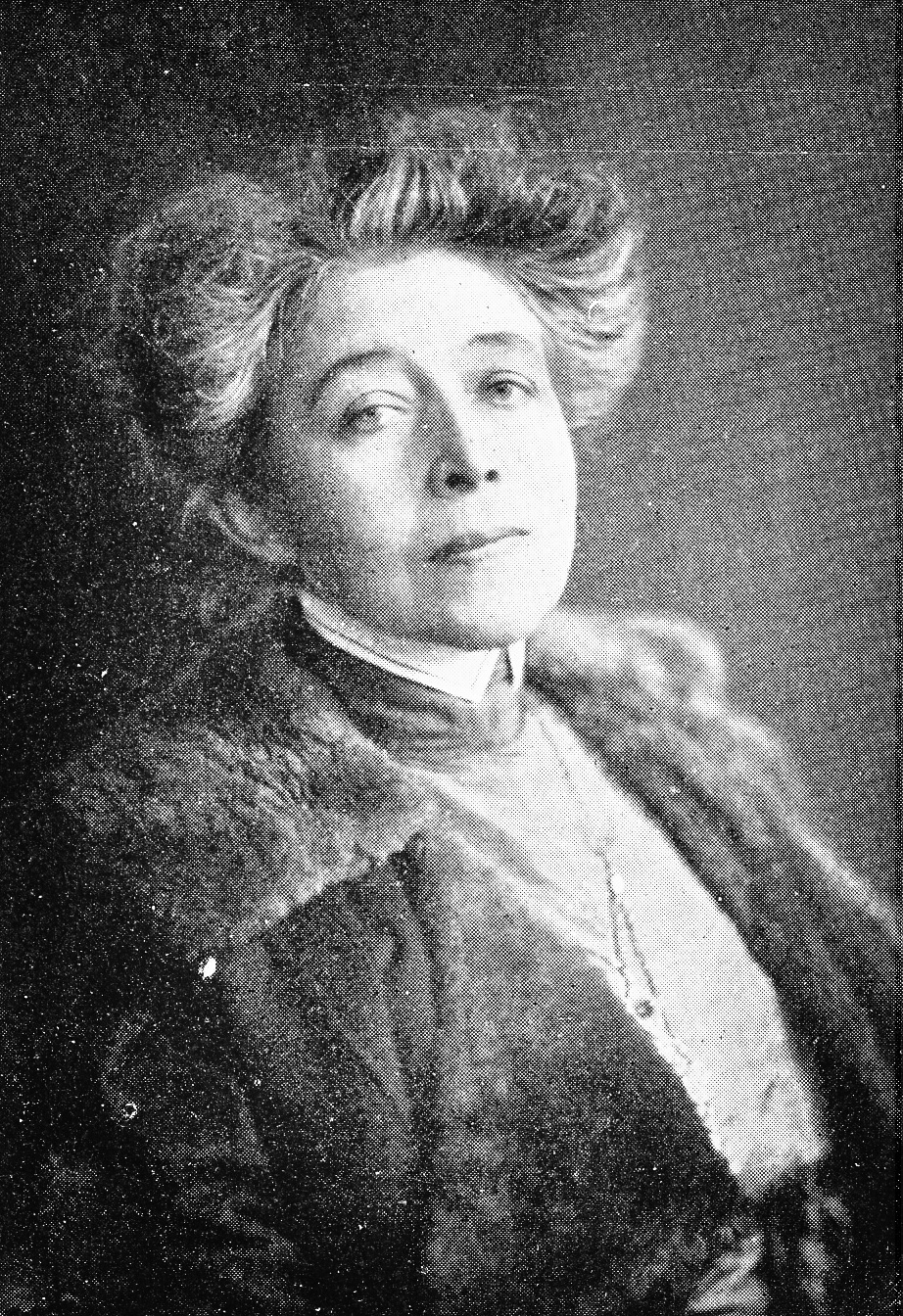
Ricarda Huch (1914)

Ricarda Huchová (německy Ricarda Huch) (18. července 1864 Braunschweig – 17. listopadu 1947 Kronberg im Taunus) byla německá spisovatelka, básnířka, filozofka a historička.

## Život
Byla dcerou německého obchodníka. Studovala dějiny v Curychu a v roce 1891 vystudovala filozofii a filologii. Začínal jako knihovnice a vyučovala historii na dívčí škole. Poté vyučovala v Aeschi bei Spiez a v Bernu. V roce 1897 se provdala za italského zubaře Ermanna Ceconiho a přestěhovala se do Terstu, kde se jí v roce 1898 narodila dcera Maria Antonia. V roce 1906 se rozhodla pro rozvod a pak si vzala svého příbuzného Richarda, od něhož odloučila v roce 1910 a vrátila se do barovského Mnichova. Po nástupu nacismu v roce 1933 vystoupila z pruské akademie umění Preußische Akademie der Künste.
Psala romány o italském Risorgimentu, zejména Giuseppe Garibaldim, Silvio Pellicim a Federico Confalonierim.

## Dílo
V němčině:
- Der Bundesschwur. Lustspiel mit Benutzung der historischen Ereignisse in der schweizerischen Eidgenossenschaft vom Jahre 1798. Curych1890[2] (veröffentlicht unter dem Namen Richard Hugo)
- Gedichte. Dresden 1891
- Die Hugenottin. Historische Novelle. In: Schweizerische Rundschau 1892; als Buch Bern 1932
- Evoe. Dramatisches Spiel. Berlín 1892
- Die Neutralität der Eidgenossenschaft besonders der Orte Curychund Bern während des spanischen Erbfolgekrieges. Diss. Curych1892
- Erinnerungen von Ludolf Ursleu dem Jüngeren. Roman. Berlín 1893
- Gedichte. Lipsko 1894
- Das Spiel von den vier Züricher Heiligen. Aufgeführt zur Einweihung der neuen Tonhalle in Curycham 22. Oktober 1895. Als Manuskript gedruckt Curych1895
- Die Wick’sche Sammlung von Flugblättern und Zeitungsnachrichten aus dem 16. Jahrhundert in der Stadtbibliothek Zürich. Neujahrsblatt, hrsg. v. d. Stadtbibliothek in Curychauf das Jahr 1895
- Der Mondreigen von Schlaraffis. Novelle. Lipsko 1896
- Teufeleien, Lügenmärchen. Novellen. Lipsko 1897
- Haduvig im Kreuzgang. Novelle. Lipsko 1897
- Fra Celeste und andere Erzählungen. (Der arme Heinrich; Der Weltuntergang; Die Maiwiese). Hermann Haessel Verlag, Lipsko 1899
- Blütezeit der Romantik. Lipsko 1899
- Ausbreitung und Verfall der Romantik. Lipsko 1902
- Dornröschen. Ein Märchenspiel. Lipsko 1902 (als Festspiel gedichtet 1892 in Zürich) Ricarda Huch (1946)

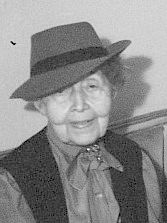
Ricarda Huch (1946)

- Aus der Triumphgasse. Lebensskizzen. Lipsko 1902
- Vita somnium breve. Roman 2 Bde. Insel Verlag, Lipsko 1903 (Titel ab 5. Aufl. Lipsko 1913: Michael Unger)
- Von den Königen und der Krone. Roman. Stuttgart 1904
- Gottfried Keller. Schuster & Loeffler, Berlín und Lipsko 1904
- Seifenblasen. Drei scherzhafte Erzählungen. (Lebenslauf des heiligen Wonnebald Pück; Aus Bimbos Seelenwanderungen; Das Judengrab) Stuttgart 1905
- Die Geschichten von Garibaldi. (Bd. 1: Die Verteidigung Roms; Bd. 2: Der Kampf um Rom). Stuttgart/Lipsko 1906–1907
- Neue Gedichte. Lipsko 1908
- Menschen und Schicksale aus dem Risorgimento|Das Risorgimento. Lipsko 1908
- Das Leben des Grafen Federigo Confalonieri. Lipsko 1910
- Der Hahn von Quakenbrück und andere Novellen. (Der Sänger; Der neue Heilige) Berlín 1910
- Der Sänger wieder in: Die dt. Novelle der Gegenwart. Hrsg. Hanns Martin Elster, DBG Berlín o. J. (1925), S. 5–36
- Der letzte Sommer. Eine Erzählung in Briefen. Stuttgart 1910
- Der große Krieg in Deutschland, historischer Roman. Bd. 1–3. Lipsko 1912–1914 (neu hg. als: Der Dreißigjährige Krieg. Lipsko 1929).
- Natur und Geist als die Wurzeln des Lebens und der Kunst. München 1914 (neu hg. als: Vom Wesen des Menschen. Natur und Geist. Prien 1922)
- Wallenstein. Eine Charakterstudie. Lipsko 1915
- Luthers Glaube. Briefe an einen Freund. Lipsko 1916[3]
- Der Fall Deruga. Kriminalroman, Berlín 1917.
  - neu aufgelegt: Ullstein, Frankfurt am Main / Berlín 1967; SZ, München 2007, ISBN 978-3-86615-532-9; Insel, Berlín 2014, ISBN 978-3-458-36013-1 (= Insel-Taschenbuch, Band 4313).
- Jeremias Gotthelfs Weltanschauung. Vortrag. Bern 1917
- Der Sinn der Heiligen Schrift. Lipsko 1919
- Alte und neue Gedichte. Lipsko 1920
- Entpersönlichung. Lipsko 1921
- Michael Bakunin und die Anarchie. Lipsko 1923
- Stein. Wien / Lipsko 1925[4]
- Teufeleien und andere Erzählungen. Haessel, Lipsko 1924
- Graf Mark und die Prinzessin von Nassau-Usingen. Eine tragische Biographie. Lipsko 1925
- Der wiederkehrende Christus. Eine groteske Erzählung. Lipsko 1926
- Im alten Reich. Lebensbilder deutscher Städte. (3 Bände: Der Norden/Die Mitte des Reiches/Der Süden) 1927
- Neue Städtebilder (Im alten Reich Bd. 2). Lipsko 1929
- Gesammelte Gedichte. 1929
- Lebensbilder mecklenburgischer Städte. 1930/1931
- Alte und neue Götter (1848). Die Revolution des 19. Jahrhunderts in Deutschland. Berlín und Curych1930 (später als: 1848. Die Revolution des 19. Jahrhunderts in Deutschland. 1948)
- Deutsche Geschichte. 1934–49
  - Römisches Reich Deutscher Nation. Bd. 1. Berlín 1934
  - Das Zeitalter der Glaubensspaltung. Bd. 2. Curych1937
  - Untergang des Römischen Reiches Deutscher Nation. Bd. 3. Curych1949
- Frühling in der Schweiz. Autobiographische Darstellung. Curych1938
- Weiße Nächte. Novelle, Curych1943
- Herbstfeuer. Gedichte, Insel, Lipsko 1944 (= Insel-Bücherei 144/2); Suhrkamp, Frankfurt am Main 1999, ISBN 3-518-22327-5 (= Bibliothek Suhrkamp, Band 1327).
- Mein Tagebuch. Weimar 1946
- Urphänomene. Curych1946
- Der falsche Großvater. Erzählung, Insel, Wiesbaden 1947
- Der lautlose Aufstand. Bericht über die Widerstandsbewegung des deutschen Volkes 1933 - 1945. Hrsg. [und eingeleitet] von Günther Weisenborn. Rowohlt Verlag, Hamburg 1953.
- Die Goldinsel und andere Erzählungen (enthält noch Die Hugenottin. Teufeleien. Patatini. Fra Celeste. Der Weltuntergang. Das Judengrab. Der letzte Sommer). Union Verlag, Berlín 1972
- In einem Gedenkbuch zu sammeln...: Bilder deutscher Widerstandskämpfer. Aus dem Nachlass herausgegeben von Wolfgang Matthias Schwiedrzik. Lipskoer Universitätsverlag, Lipsko 1997, ISBN 3-931922-80-4.
- Mein Herz, mein Löwe: Schriften und Briefe. Ausgewählt und eingeleitet von Katrin Lemke (Hrsg.), Weimarer Verlagsgesellschaft, Weimar 2015, ISBN 978-3-7374-0218-7.